# Liste der Bürgermeister von Westvoorne
Dieses ist die Liste der Bürgermeister von Westvoorne in der niederländischen Provinz Südholland von der Gründung der Gemeinde am 1. Januar 1980 bis zu ihrer Auflösung am 1. Januar 2023.
| Bürgermeister | Bürgermeister         | Partei | Partei | Amtszeit  | Anmerkungen   |
| ------------- | --------------------- | ------ | ------ | --------- | ------------- |
|               | Joan Marie Hoffmann   |        | VVD    | 1980–1988 |               |
|               | Inge Bakker-van Assen |        | VVD    | 1989–1997 |               |
|               | Kees Jan de Vet       |        | CDA    | 1997      | kommissarisch |
|               | Henk Krijgsman        |        | VVD    | 1997–2006 |               |
|               | Peter de Jong         |        | PvdA   | 2006–2022 |               |